# Abbaye de Schäftlarn
L'abbaye de Schäftlarn est une abbaye bénédictine située à Ebenhausen dans la commune de Schäftlarn au bord de l'Isar au sud de Munich en Bavière. L'abbaye appartient à la congrégation bénédictine de Bavière. Elle est vouée à saint Denis et à sainte Julienne.

## Histoire
L'abbaye a été fondée par un seigneur franc, Waltrich, dans son domaine de Pipinsbach en 732. Elle a été dispersée au Xe siècle, puis confiée à l'Ordre des Prémontrés en 1140 par l'évêque de Freising, Otton de Freising. L'abbaye est reconstruite en style baroque en 1707, d'après les plans de Giovanni Antonio Viscardi. L'église abbatiale dédiée à saint Denis est un chef-d'œuvre du rococo. De nouveaux bâtiments adjacents sont construits par François de Cuvilliés, maître du rococo bavarois, entre 1733 et 1740 et terminés par Johann Baptist Gunetzrhainer et Johann Michael Fischer entre 1751 et 1760. Le célèbre stucateur Johann Baptist Zimmermann décore l'église entre 1754 et 1756 et Johann Baptist Straub réalise le maître-autel et la somptueuse chaire.
L'abbaye est  sécularisée le 1er avril 1803 et les religieux expulsés. Les bâtiments sont vendus.
Louis II de Bavière consent à l'arrivée des bénédictins en 1866 qui prennent possession de Schäftlarn, après la restauration de la congrégation bénédictine de Bavière en 1858, approuvée par Pie IX. Elle devient un prieuré bénédictin et ouvre un Gymnasium de garçons. Elle est érigée en abbaye en 1910.
Son abbé actuel est Dom Petrus Höhensteiger, élu en 2008.

## Gymnasium
Les autorités nationales-socialistes ferment le Gymnasium et l'internat pendant la guerre, comme toutes les écoles catholiques tenues par des congrégations. Le collège rouvre en novembre 1945. De nos jours (2010), 420 lycéens et collégiens (filles et garçons) y poursuivent leurs études. L'internat est réservé aux garçons. Quatre moines bénédictins sont encore professeurs. Schäftlarn fait partie de l' Egy, ou organisation des Gymnasium européens, avec apprentissage du grec et du latin et de deux langues modernes étrangères, ainsi qu'un enseignement poussé en physique, sciences de la nature et informatique.

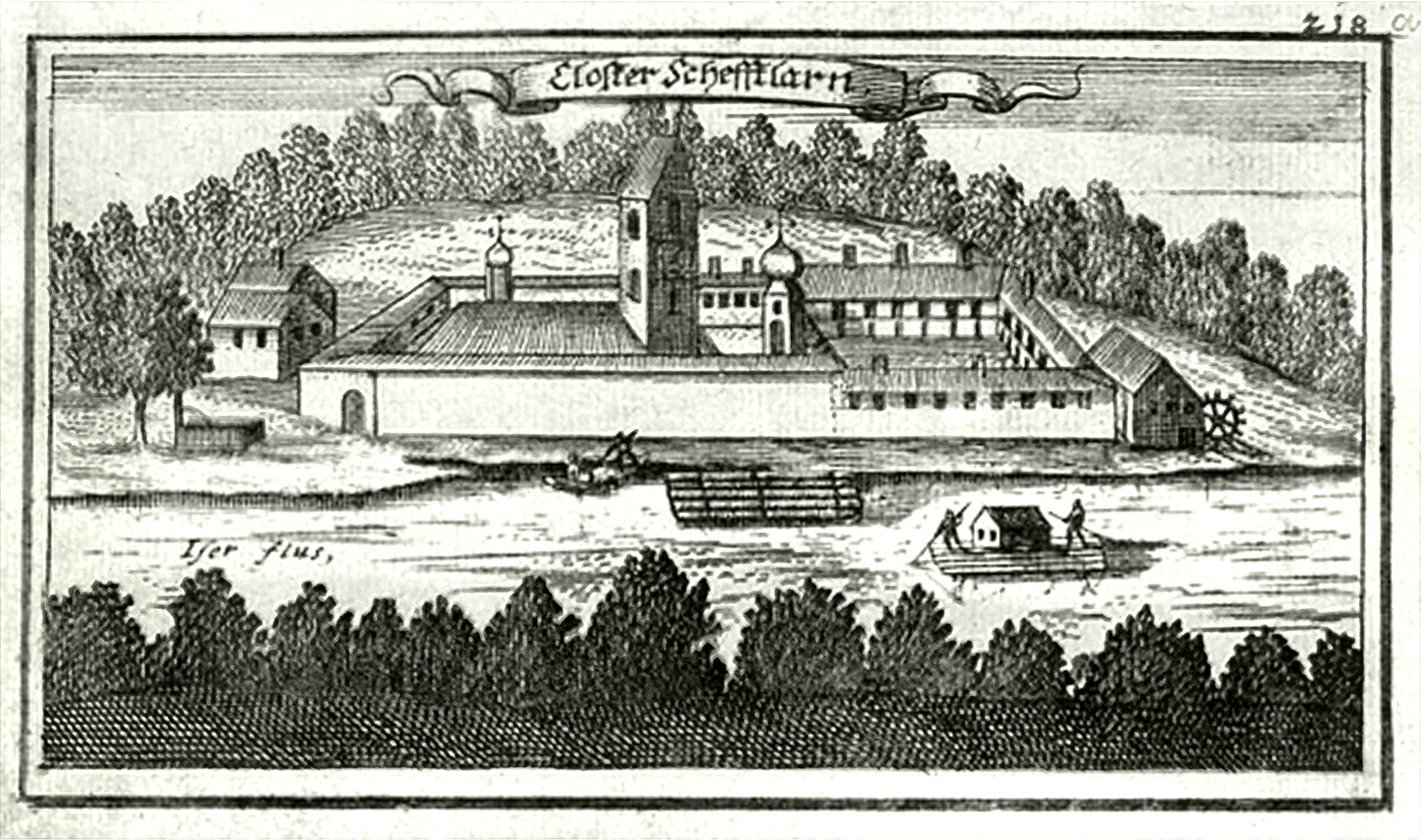
Gravure de l'abbaye (1690)
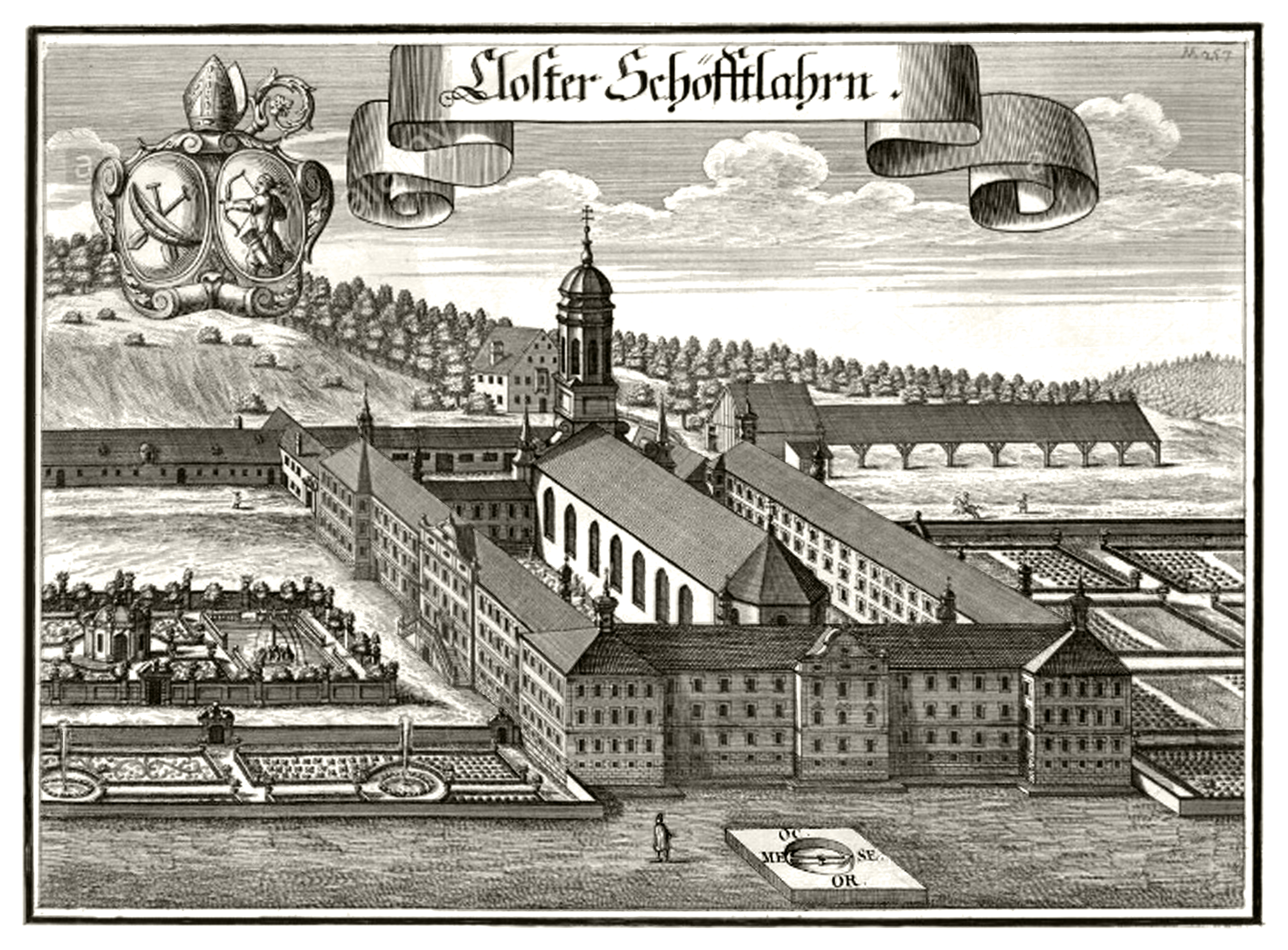
Gravure de l'abbaye (1701)
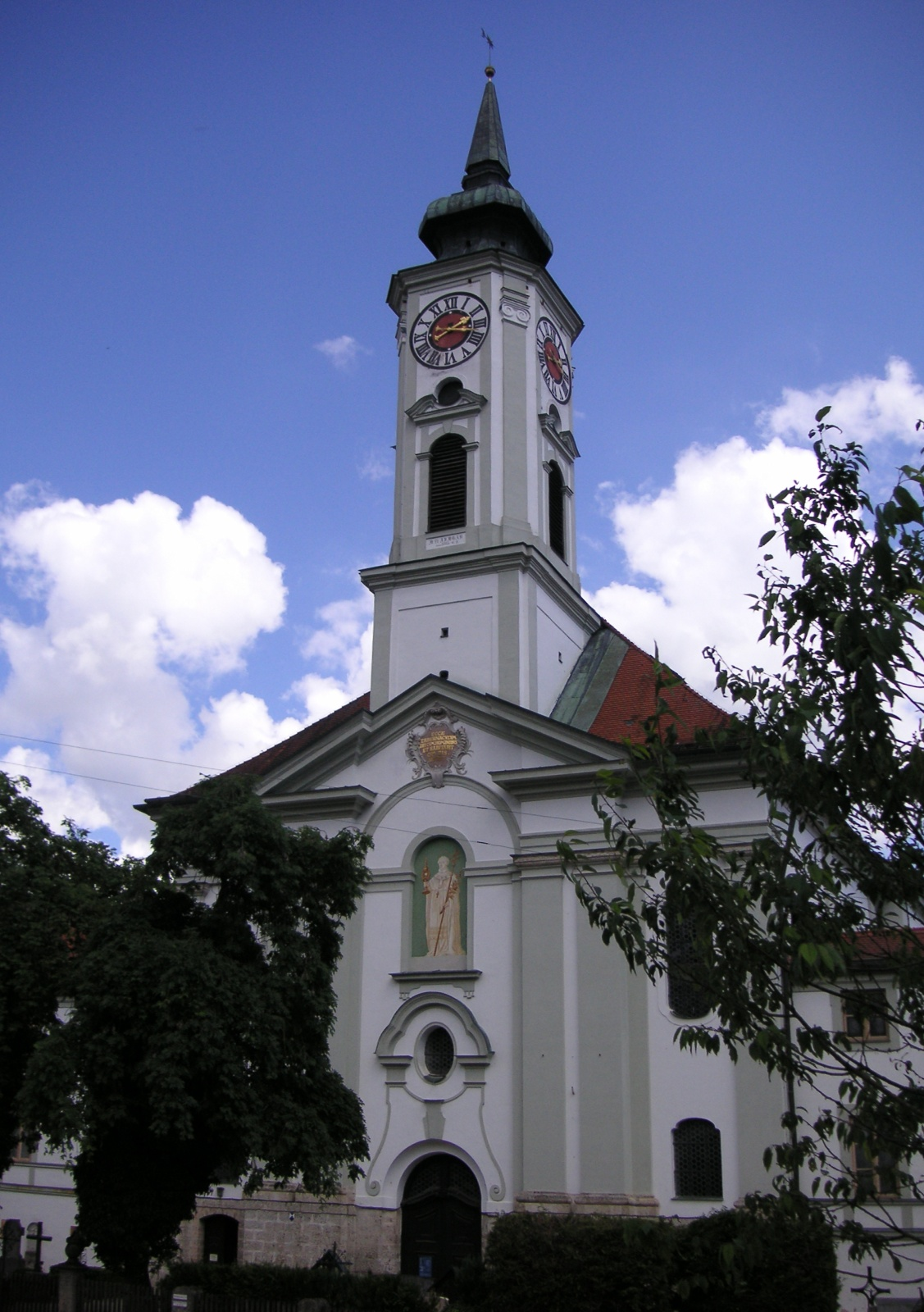
L'église abbatiale